# Cantone di Mornant
Il cantone di Mornant è una divisione amministrativa, situato nel dipartimento del Rodano dell'arrondissement di Villefranche-sur-Saône.
A seguito della riforma approvata con decreto del 27 febbraio 2014, che ha avuto attuazione dopo le elezioni dipartimentali del 2015, è passato da 13 a 22 comuni.

## Composizione
I 13 comuni facenti parte prima della riforma del 2014 erano:
- Chaussan
- Mornant
- Orliénas
- Riverie
- Rontalon
- Saint-André-la-Côte
- Saint-Didier-sous-Riverie
- Sainte-Catherine
- Saint-Laurent-d'Agny
- Saint-Maurice-sur-Dargoire
- Saint-Sorlin
- Soucieu-en-Jarrest
- Taluyers

Dal 2015 i comuni appartenenti al cantone sono i seguenti 22:
- Ampuis
- Chaussan
- Condrieu
- Échalas
- Les Haies
- Loire-sur-Rhône
- Longes
- Mornant
- Riverie
- Saint-Andéol-le-Château
- Saint-Cyr-sur-le-Rhône
- Saint-Didier-sous-Riverie
- Saint-Jean-de-Touslas
- Saint-Laurent-d'Agny
- Saint-Maurice-sur-Dargoire
- Saint-Romain-en-Gal
- Saint-Romain-en-Gier
- Saint-Sorlin
- Sainte-Colombe
- Soucieu-en-Jarrest
- Trèves
- Tupin-et-Semons